# ATP Cleveland 1982
L'ATP Cleveland 1982 è stato un torneo di tennis giocato sul cemento. È stata la 5ª edizione dell'ATP Cleveland, che fa parte del Volvo Grand Prix 1982. Si è giocato a Cleveland negli USA, dal 9 al 15 agosto 1982.

## Campioni

### Singolare
Sandy Mayer ha battuto in finale  Robert Van't Hof con il punteggio di 7–5, 6–3

### Doppio
Victor Amaya /  Hank Pfister hanno battuto in finale  Matt Mitchell /  Craig Wittus con il punteggio di 6–4, 7–6